# EMF (orkester)
 For alternative betydninger, se EMF. (Se også artikler, som begynder med EMF)
EMF er et band fra Storbritannien. Bandet havde sin storhedstid i begyndelsen af 1990'erne. EMF har udgivet 3 studie albums og et opsamlingsalbum. Førstesinglen "Unbelievable" og debutalbummet Schubert Dip opnåede stor succes i Storbritannien og U.S.A.
Bandets navn EMF er en forkortelse for "Epsom Mad Funkers", der er et kælenavn for New Order groupies.
| Musikgruppe | Spire Denne artikel om en britisk musikgruppe er en spire som bør udbygges. Du er velkommen til at hjælpe Wikipedia ved at udvide den. |